# Pareidolia

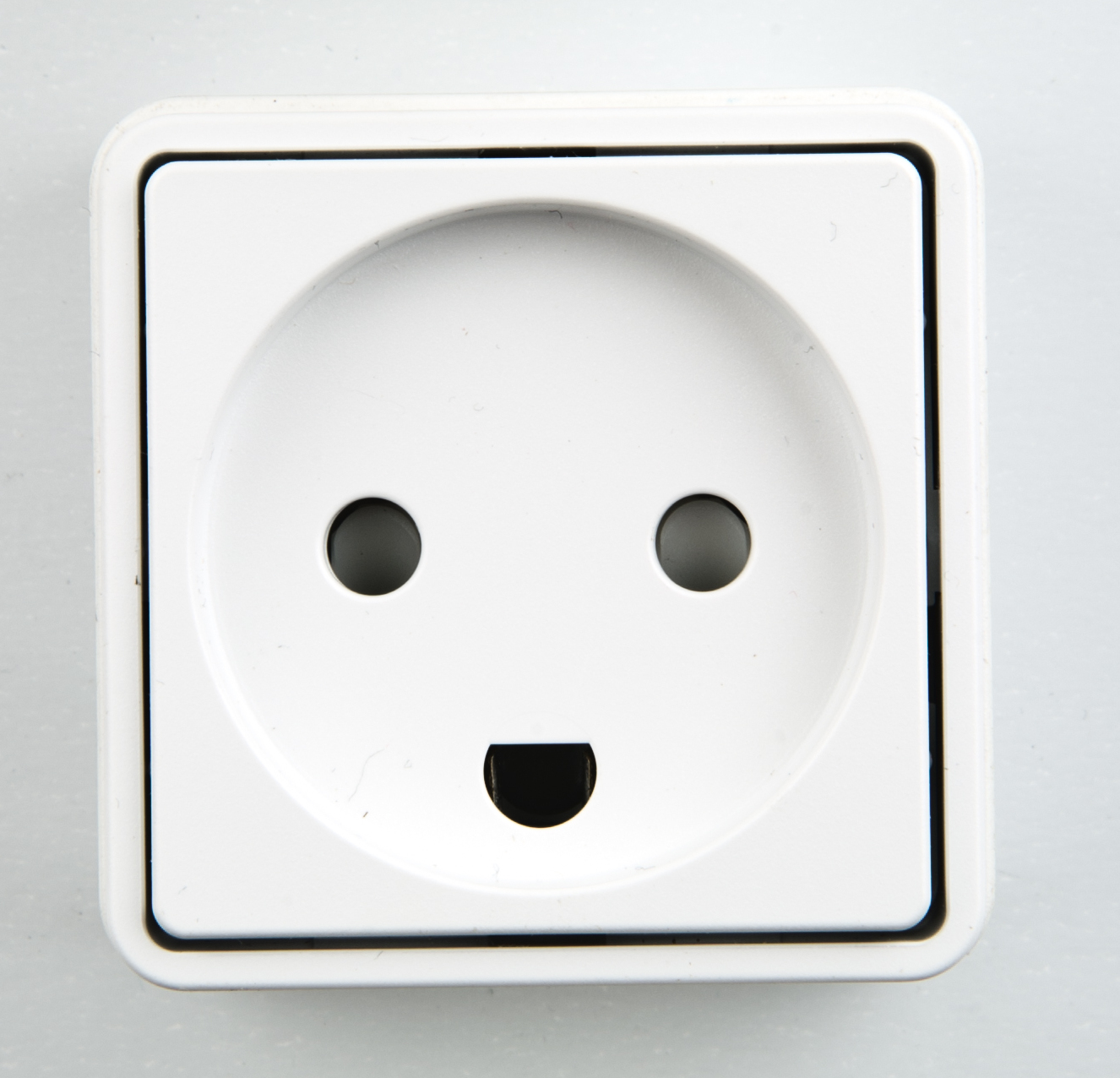
A tomada elétrica dinamarquesa parece um rosto feliz

Pareidolia é a tendência da percepção de impor uma interpretação significativa a uma estímulo, geralmente visual, de modo que se vê um objeto, padrão ou significado onde não há nenhum.
Exemplos comuns são imagens percebidas de animais, rostos ou objetos em formações de nuvens, vendo rostos em objetos inanimados ou pareidolia lunar como o Homem na Lua ou o Coelho da Lua. O conceito de pareidolia pode se estender para incluir mensagens ocultas em música gravada tocada ao contrário ou em velocidades acima ou abaixo do normal, e ouvir vozes (principalmente indistintas) ou música em ruído aleatório, como o produzido por aparelhos de ar condicionado ou ventiladores.
Os cientistas ensinaram os computadores a usar pistas visuais para "ver" rostos e outras imagens.

## Ligação para outras condições
A pareidolia é frequente entre pacientes com doença de Parkinson e demência com corpos de Lewy. A pareidolia se correlaciona com a idade, mas não com traços de autismo.

## Explicações
A pareidolia pode fazer com que as pessoas interpretem imagens aleatórias, ou padrões de luz e sombra, como rostos. Um estudo de magnetoencefalografia de 2009 descobriu que objetos percebidos como rostos evocam uma ativação precoce (165 ms) da área facial fusiforme em um momento e local semelhantes aos evocados por rostos, enquanto outros objetos comuns não evocam tal ativação. Essa ativação é semelhante a um tempo um pouco mais rápido (130 ms) que é visto em imagens de rostos reais. Os autores sugerem que a percepção facial evocada por objetos parecidos com rostos é um processo relativamente inicial, e não um fenômeno tardio de reinterpretação cognitiva. Uma ressonância magnética funcional (fMRI) em 2011 também mostrou que a apresentação repetida de novas formas visuais que foram interpretadas como significativas levou a uma diminuição das respostas de fMRI para objetos reais. Esses resultados indicam que a interpretação de estímulos ambíguos depende de processos semelhantes aos eliciados por objetos conhecidos.
Esses estudos ajudam a explicar por que as pessoas geralmente identificam algumas linhas e um círculo como um "rosto" tão rapidamente e sem hesitação. Os processos cognitivos são ativados pelo objeto "face-like" que alerta o observador tanto para o estado emocional quanto para a identidade do sujeito, mesmo antes que a mente consciente comece a processar ou mesmo receber a informação. Um "rosto de palito", apesar de sua simplicidade, pode transmitir informações de humor e ser desenhado para indicar emoções como felicidade ou raiva. Acredita-se que essa capacidade robusta e sutil seja o resultado da seleção natural que favorece as pessoas mais capazes de identificar rapidamente o estado mental, por exemplo, de ameaçar as pessoas.

## Uso prático

### Educação médica, imagens de radiologia

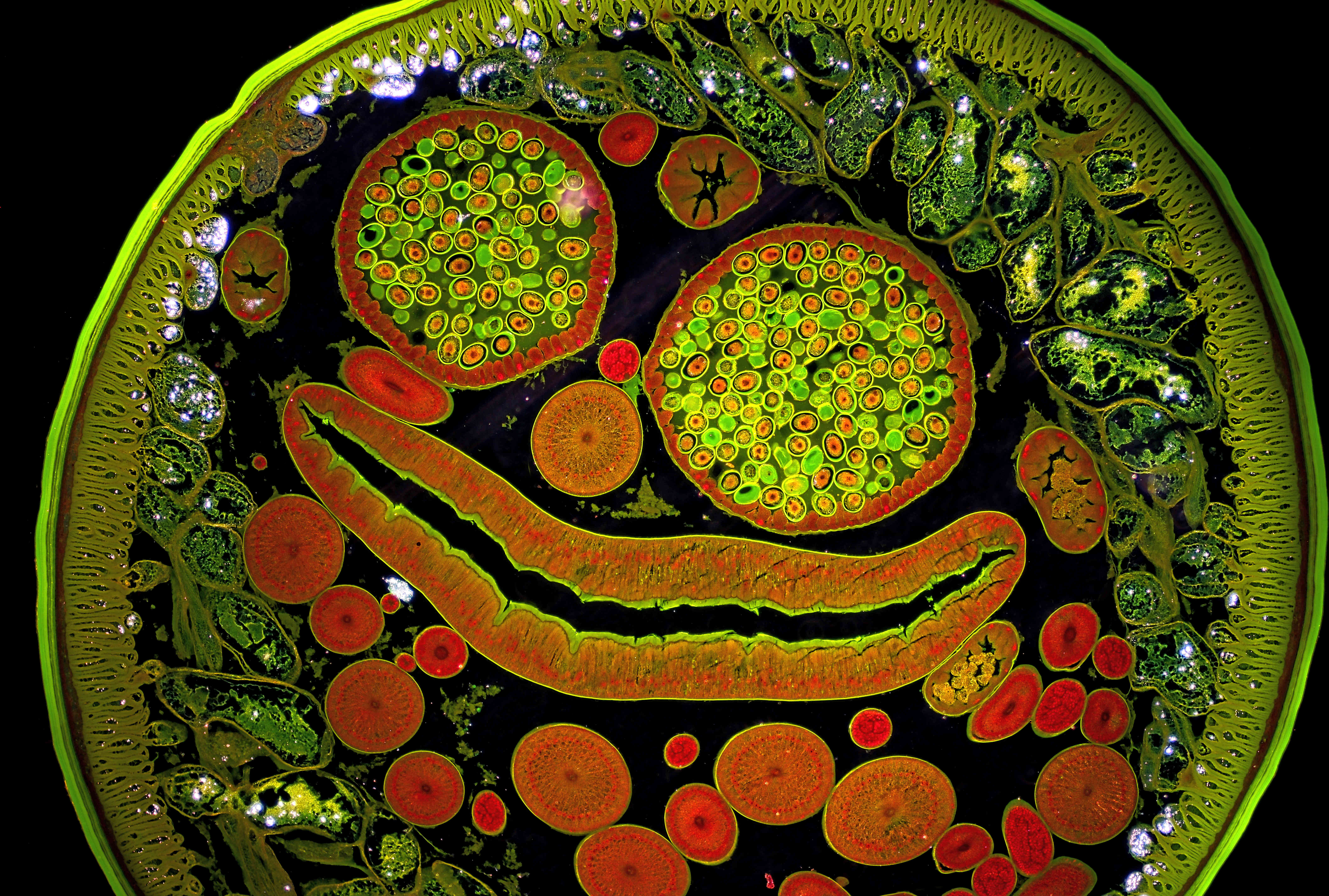
Seção transversal do verme nematóide masculino Ascaris, que gera a ilusão de um smiley.

Educadores médicos às vezes ensinam estudantes de medicina e médicos residentes (médicos em treinamento) a usar pareidolia e padronicidade para aprender a reconhecer a anatomia humana em estudos de imagem radiológica.
Os exemplos incluem a avaliação de radiografias (imagens de raios X) da coluna vertebral humana. Patrick Foye, professor de medicina física e reabilitação na Rutgers University, New Jersey Medical School, escreveu que a pareidolia é usada para ensinar estagiários médicos a avaliar fraturas da coluna vertebral e malignidades da coluna vertebral (cânceres). Ao visualizar radiografias da coluna vertebral, as estruturas anatômicas ósseas normais se assemelham ao rosto de uma coruja. (Os pedículos espinhais se assemelham aos olhos de uma coruja e o processo espinhoso se assemelha ao bico de uma coruja).
Em 2021, Foye publicou novamente na literatura médica sobre este tópico, em um artigo de revista médica chamado "Baby Yoda: Pareidolia e Patternicity in Sacral MRI and CT Scans". Aqui, ele introduziu uma nova maneira de visualizar o sacro ao visualizar imagens de ressonância magnética e tomografia computadorizada. Ele observou que em certas fatias de imagem a anatomia sacral humana se assemelha ao rosto de "Baby Yoda" (também chamado de Grogu), um personagem fictício do programa de televisão The Mandalorian. As aberturas sacrais para a saída dos nervos (forames sacrais) se assemelham aos olhos de Baby Yoda, enquanto o canal sacral se assemelha à boca de Baby Yoda.

## Fenômenos relacionados
Uma pessoa de sombra (também conhecida como figura de sombra, ser de sombra ou massa negra) é frequentemente atribuída à pareidolia. É a percepção de um pedaço de sombra como uma figura humanoide viva, particularmente interpretada por crentes no paranormal ou sobrenatural como a presença de um espírito ou outra entidade.
A pareidolia também é o que alguns céticos acreditam que faz com que as pessoas acreditem que viram fantasmas.

## Galeria

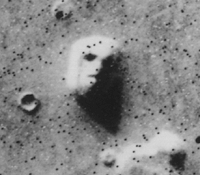
Famosa foto de satélite mostrando a face humana em Cidônia, Marte
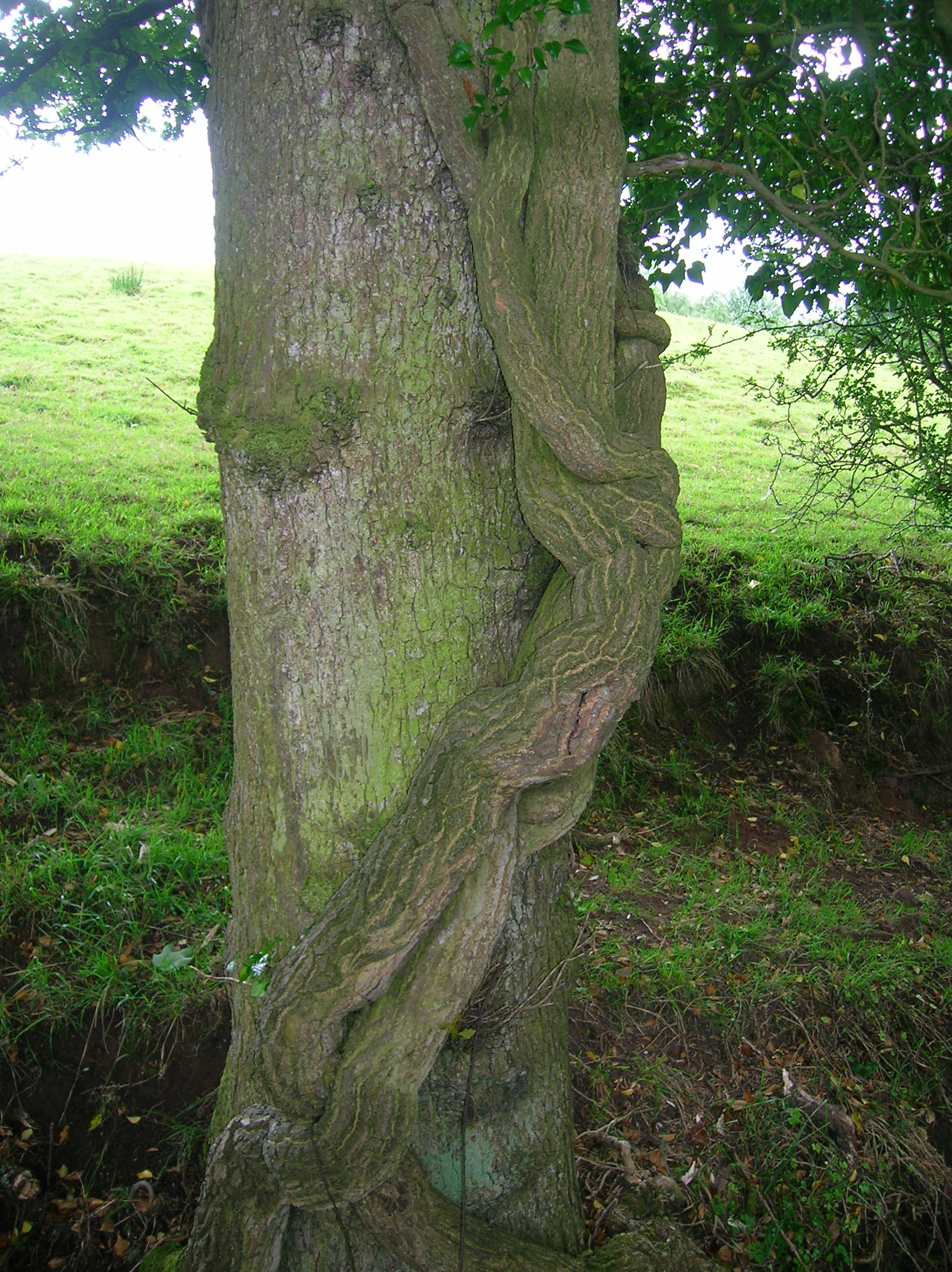
Esta imagem sugere uma pessoa agarrada à árvore.
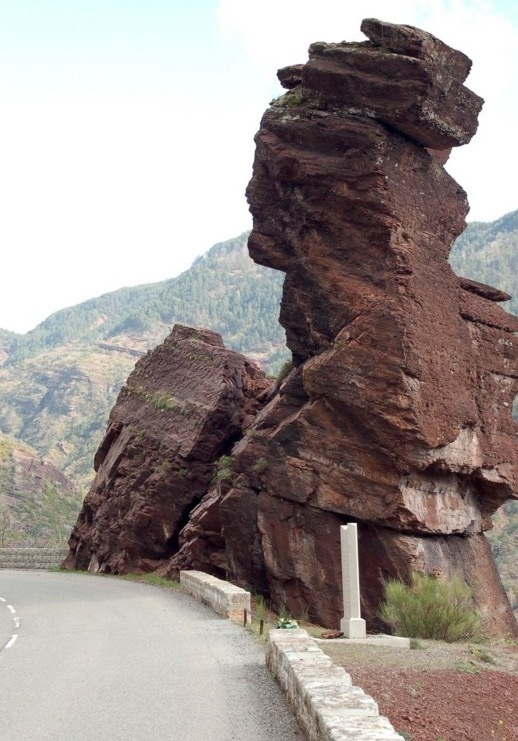
Busto de mulher com chapéu, cabeça virada, xisto dominando a estrada (em desfiladeiros de Daluis, França).
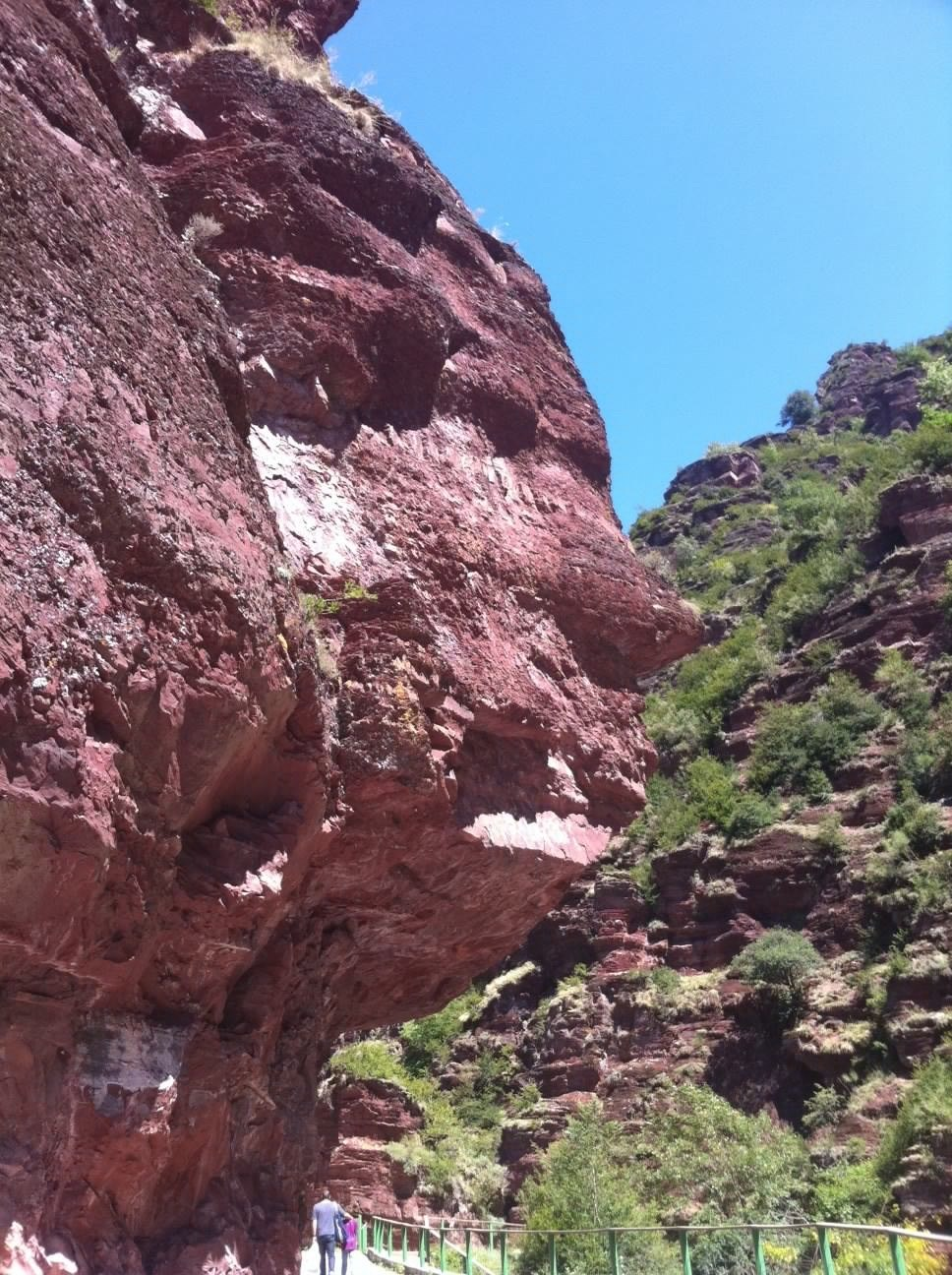
Cabeça fazendo caretas no xisto vermelho (em desfiladeiros de Cians, França).
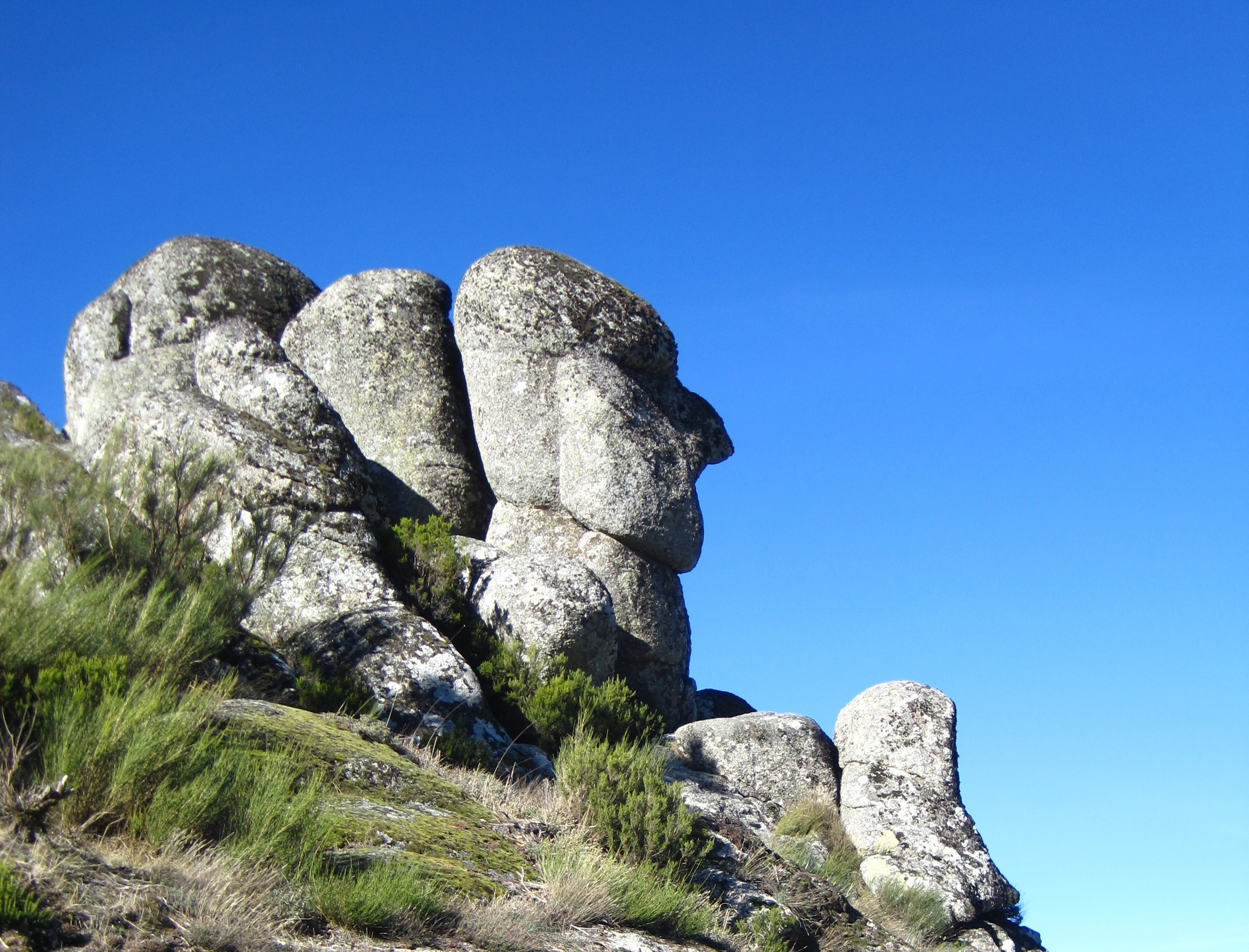
Cabeça do Velho (na Serra da Estrela, Portugal).
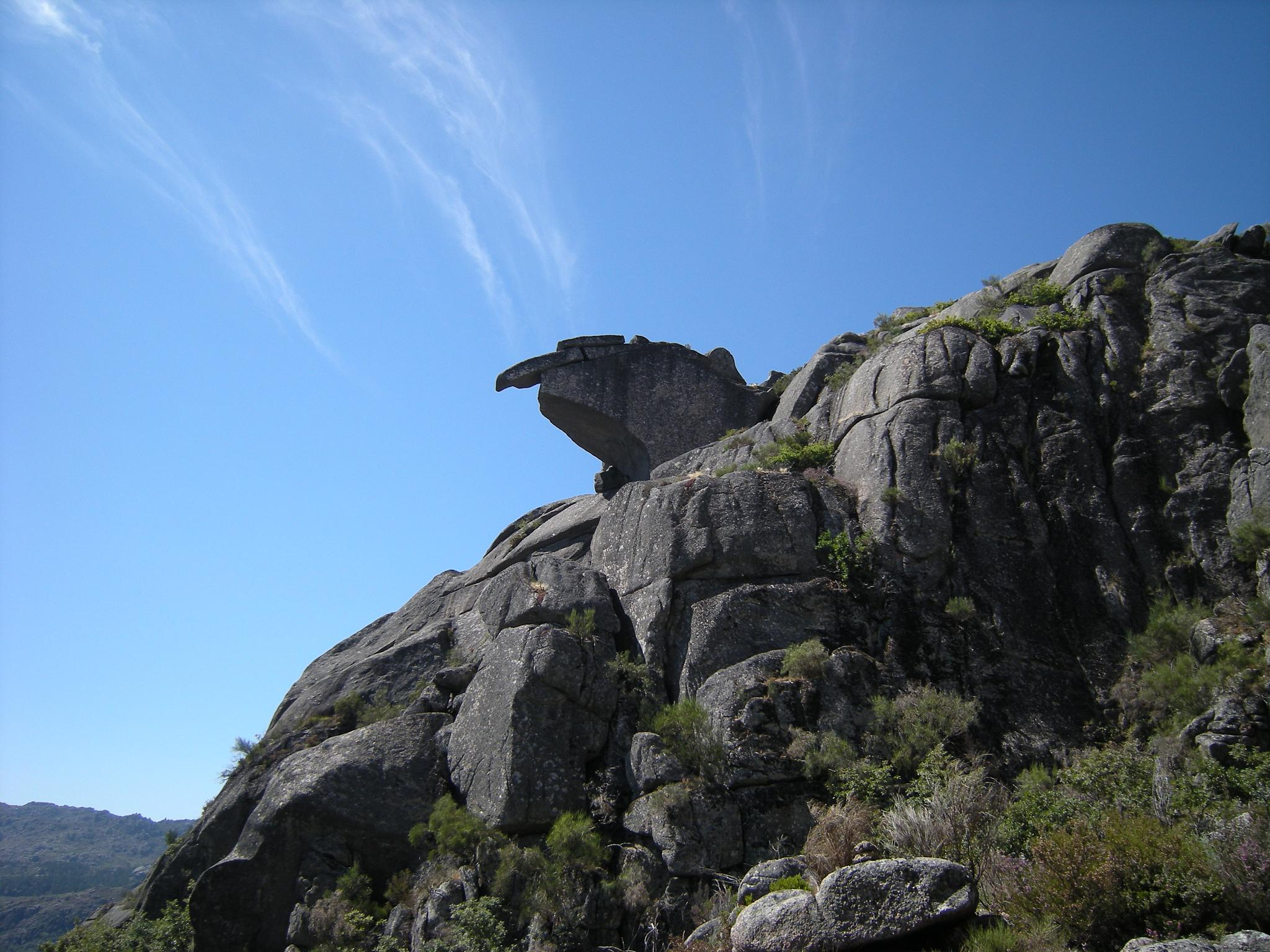
Bico do Patelo (em Bico, Castro Laboreiro, Portugal).
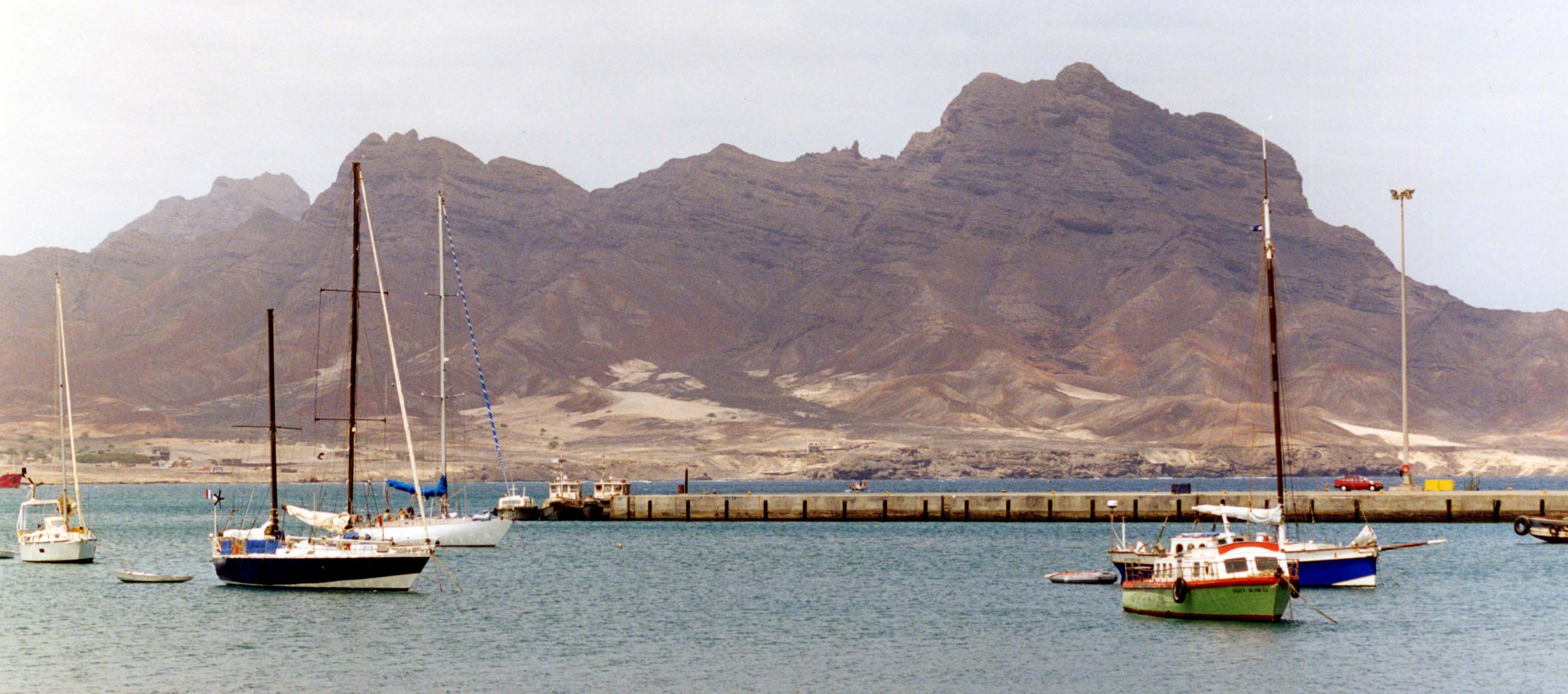
Monte Cara, (a face de uma pessoa deitada), na ilha de São Vicente Cabo Verde